# Konföderation (Polen-Litauen)
Eine Konföderation war in Polen-Litauen, der Adelsrepublik (1569–1795), ein Privileg (Recht) des Adels (Szlachta), eine militärische Organisation zu bilden, um ein politisches Ziel zu erzielen. Faktisch handelte es sich dabei fast immer um einen Aufstand gegen den König von Polen.
Die bekanntesten Konföderationen waren
- Konföderation von Warschau (1573)
- Konföderation von Tyszowce (1655)
- Lubomirski-Konföderation (1665–66)
- Konföderation von Warschau (1704)
- Konföderation von Sandomir (1704)
- Konföderation von Tarnogród (1715–16)
- Konföderation von Dzików (1734–36)
- Konföderation von Sluzk (1767)
- Konföderation von Thorn (1767)
- Konföderation von Radom (1767)
- Konföderation von Bar (1768–72)
- Konföderation von Targowica (1792)

Eine Besonderheit der Konföderation war die Möglichkeit, Entscheidungen nach dem Mehrheitsprinzip zu fassen. Das Prinzip des Liberum Veto, das jedem Adligen die Möglichkeit gab, Einspruch einzulegen und damit Reformen zu blockieren, wurde für diese Zeit außer Kraft gesetzt.